# Liste der denkmalgeschützten Objekte in Bad Schwanberg
Die Liste der denkmalgeschützten Objekte in Schwanberg enthält die 39 denkmalgeschützten, unbeweglichen Objekte der Gemeinde Bad Schwanberg im steirischen Bezirk Deutschlandsberg. Ab 2015 sind auch jene Denkmäler enthalten, die sich in den ehemaligen, mit Schwanberg zusammengeschlossenen Gemeinden Garanas, Gressenberg und Hollenegg befunden haben.

## Denkmäler
| Foto |                 | Denkmal                                                                                                | Standort                                                | Beschreibung | Metadaten |
| ---- | --------------- | --- | ------------------------------------------------------- | --- | --- |
| ja   | Datei hochladen | Priegl-Kapelle HERIS-ID: 7505 Objekt-ID: 3440                                                          | bei Gressenberg 61 Standort KG: Gressenberg             | Die Kapelle ist auf einem Mauerstein mit dem Jahr 1612 datiert. Anmerkung: Das Objekt liegt ungefähr 6,5 km nordwestlich des Ortes Gressenberg außerhalb des Siedlungsgebietes an der Abzweigung des Prieglkapellenweges von der Straße von Schwanberg über Gressenberg nach Glashütten auf einem Grundstück der EZ 36 KG 61015 Gressenberg. | BDA-Hist.: Q37965546 Status: Bescheid Stand der BDA-Liste: 2025-06-30 Name: Priegl-Kapelle GstNr.: 506 Priegl-Kapelle, Gressenberg                                                                                  |
| ja   | Datei hochladen | Überreste des barockzeitlichen Glasofens von Glashütten (Schwanberg) HERIS-ID: 240298seit 2022         | bei Gressenberg 77 Standort KG: Gressenberg             | Reste des 1737 aufgelassenen, 2020 wieder aufgefundenen und 2021 archäologisch untersuchten Glasofens. Die Reste sind 8,15 m lang, die Schmelzkammer ist 1,35 x 0,7 m groß. Fragmente mehrere Schmelztiegel (sog. Hafen) und ein kleinerer intakter Tiegel, der wahrscheinlich zur Bearbeitung (Reduktion) von Metall diente, wurden gefunden. Die Anlage vereinigte Glasschmelz- und Kühlofen, es bestanden zwei einander gegenüberliegende Feuerstellen (sog. Doppelbefeuerung, die für Glasöfen dieses Typs als charakteristisch geschildert wird). Feuerfeste Ziegel als Auskleidung sind nur bei diesem Ofen nachgewiesen. Das mit Lehm (nicht mit Kalkmörtel) gebundene Fundamentmauerwerk ist bis zu 1,55 m dick und reicht bis zu 0,85 m in den Boden. Die Erzeugnisse waren Fensterscheiben (Form-, Gulden- und Tafelscheiben) und Hohlgläser (Stumpen, Uringläser, Medizinfläschchen, Kerzenmodel usw.), Absatzmärkte reichten von Graz bis Ostkärnten. Holzmangel und andere Absatzschwierigkeiten führten zur Einstellung des Betriebes. Im steiermärkischen Landesarchiv befinden sich umfangreiche Unterlagen zum Betrieb dieser Glaserzeugungsstätte. Der Glasofen wird im Denkmalschutzbescheid als letzte derzeit greifbare Entwicklungsstufe der so genannten Waldglashütten der Weststeiermark bewertet. | BDA-Hist.: Q112895819 Status: Bescheid Stand der BDA-Liste: 2025-06-30 Name: Überreste des barockzeitlichen Glasofens von Glashütten (Schwanberg) GstNr.: 99/2 Glashütte in Glashütten, Gressenberg, Bad Schwanberg |
| ja   | Datei hochladen | Katholische Pfarrkirche Mariae Namen HERIS-ID: 7495 Objekt-ID: 3430                                    | Gressenberg 78a Standort KG: Gressenberg                | Die Kirche wurde 1767–1769 durch Baumeister Anton Liebhart aus Deutschlandsberg errichtet und 1770 geweiht. Sie ist ab 1892 Pfarrkirche, bereits ab 1788 war sie als „Stations-Caplanei“ der Pfarre Schwanberg berechtigt, pfarrliche Rechte in vollem Umfang auszuüben. In ihren Gewölben befand sich Rokoko-Malerei, die 1892 übermalt wurde. 1963 wurde die Malerei restauriert. Der barocke Hochaltar stammt aus der 1. Hälfte des 18. Jahrhunderts, die Kanzel aus der Bauzeit. Das Weihwasserbecken nennt in der Inschrift „Jakob Lenzenbauer 1769“ den Stifter der Kirche. Anmerkung: Das Kirchengebäude liegt auf einem Grundstück der EZ 80 KG 61015 Gressenberg. Im Norden der Kirche an der Straße nach Stullnegg liegen die Reste eines Kalkofens, dessen Bau in die Zeit der Kirchenerrichtung datiert wird und der nach seiner Auflassung als Müllablagerstätte verwendet wurde. Untersuchungen im Jahr 2000 ergaben dort Fundstücke wie Metallschüsseln und Porzellangegenstände bis in die Zeit um 1950. | BDA-Hist.: Q1590586 Status: § 2a Stand der BDA-Liste: 2025-06-30 Name: Katholische Pfarrkirche Mariae Namen GstNr.: .35 Pfarrkirche Mariä Namen, Glashütten                                                         |
| ja   | Datei hochladen | Wirtschaftsgebäude des ehemaligen Pfarrhofes HERIS-ID: 7497 Objekt-ID: 3432                            | Gressenberg 78b Standort KG: Gressenberg                | Es handelt sich um ein Gebäude in der Holzbauweise des 18. Jahrhunderts. Anmerkung: In der Übersichtsliste des Bundesdenkmalamtes war 2010 „Ehem. Pfarrhof und Wirtschaftsgebäude“ genannt (Grundstücke .36 und 117/3), in der Übersichtsliste 2011 war nur mehr das „Wirtschaftsgebäude des ehem. Pfarrhofs“ genannt (Grundstück .36, eigenes Grundstück für dieses Gebäude). Das Wirtschaftsgebäude liegt auf einem Grundstück der EZ 45 KG 61015 Gressenberg. Der gemauerte Bau des Pfarrhofes (Grundstück Nr. 117/3), zu dem auch das Gelände südöstlich des Stadels gehört, ist in den Unterlagen 2011 nicht als denkmalgeschützt genannt. | BDA-Hist.: Q37965244 Status: Bescheid Stand der BDA-Liste: 2025-06-30 Name: Wirtschaftsgebäude des ehem. Pfarrhofs GstNr.: .36 Pfarrhof Glashütten                                                                  |
| ja   | Datei hochladen | Ehemalige Volksschule HERIS-ID: 12583 Objekt-ID: 8730                                                  | Gressenberg 79 Standort KG: Gressenberg                 | Das Gebäude ist ein Holzbau auf gemauertem Kellergeschoß in der Bauweise des 18. Jahrhunderts. Anmerkung: Es befindet sich im Ortszentrum von Glashütten, im Nordteil des Geoparks Glashütten auf einem Grundstück der EZ 46 KG 61015 Gressenberg. | BDA-Hist.: Q38133707 Status: § 2a Stand der BDA-Liste: 2025-06-30 Name: Ehemalige Volksschule GstNr.: 91 Volksschule Glashütten                                                                                     |
| ja   | Datei hochladen | Schloss Hollenegg HERIS-ID: 8001 Objekt-ID: 3948                                                       | Hollenegg 1 Standort KG: Hollenegg                      | Das Schloss war Stammsitz der 1163 erwähnten Familie, die 1654 ausstarb. Die ältesten Bauteile werden in das 14. Jahrhundert datiert, es wird angenommen, dass damals die Übersiedlung von der nördlich im Tal gelegenen Altburg Hollenegg an den neuen Standort erfolgte. Das Aussehen der mittelalterlichen Burg ist durch spätere Umbauten nicht mehr erkennbar, sichtbare Befestigungen (Kanonenrundtürme) stammen aus dem 16. Jahrhundert. Das Schloss hat zwei Innenhöfe, im Ostflügel mit Arkaden, die dem Grazer Landhaus nachgebildet sind. Die Innenausstattung stammt aus dem 18. und 19. Jahrhundert, weitgehend aus den Schlössern Limberg und Riegersburg. Anmerkung: Das Gebäude steht in Privatbesitz eines Zweiges der Familie Liechtenstein, es ist nur bei Führungen bzw. im Rahmen von Gottesdiensten in der darin befindlichen Kirche zugänglich und liegt auf einem Grundstück der EZ 102 KG 61024 Hollenegg. | BDA-Hist.: Q2241624 Status: Bescheid Stand der BDA-Liste: 2025-06-30 Name: Schloss Hollenegg GstNr.: .43 Schloss Hollenegg                                                                                          |
| ja   | Datei hochladen | Katholische Pfarrkirche, Schlosskirche Hl. Ägydius HERIS-ID: 8002 Objekt-ID: 3949                      | Hollenegg 1 Standort KG: Hollenegg                      | Die Kirche befindet sich in der Anlage des Schlosses Hollenegg und ist in dessen Bau eingebunden. Sie ist urkundlich um 1165 erwähnt, als Pfarrkirche 1445. Ein Neubau erfolgte 1778. Die Kirche hat ein elliptisches Kirchenschiff, ihre Einrichtung stammt aus dem Rokoko, mehrere Grabsteine an der Außenseite aus der Renaissance. Sie ist nicht allgemein zugänglich, sondern nur zu Zeiten der Messen an Sonntagsvormittagen in den Sommermonaten (das Schloss ist Privatbesitz). Anmerkung: Die Kirche liegt auf einem Grundstück der EZ 102 KG 61024 Hollenegg. | BDA-Hist.: Q27831955 Status: Bescheid Stand der BDA-Liste: 2025-06-30 Name: Katholische Pfarrkirche, Schlosskirche Hl. Ägydius GstNr.: .43 Pfarrkirche Sankt Ägydius Hollenegg                                      |
| ja   | Datei hochladen | Ehemaliger Pferdestall des Schlosses HERIS-ID: 8003 Objekt-ID: 3950                                    | Hollenegg 2 Standort KG: Hollenegg                      | Das Gebäude wird als Veranstaltungs- und Informationszentrum des Schlosses Hollenegg und der Pfarre Hollenegg verwendet. Anmerkung: Das Objekt liegt im Nordwesten des Schlosses auf einem Grundstück der EZ 102 KG 61024 Hollenegg. | BDA-Hist.: Q64765044 Status: Bescheid Stand der BDA-Liste: 2025-06-30 Name: Ehemaliger Pferdestall des Schlosses GstNr.: .42 Pferdestall Schloss Hollenegg                                                          |
| ja   | Datei hochladen | Figurenbildstock Hl. Johannes von Nepomuk HERIS-ID: 8004 Objekt-ID: 3951                               | nördlich Hollenegg 2 Standort KG: Hollenegg             | Die Statue wird in das 18. Jahrhundert datiert. Anmerkung: Sie steht westlich der Zugangsstraße zum Schloss Hollenegg im Eingangsbereich zum Schlossgelände im Nordwesten des Schlosses auf einem Grundstück der EZ 102 KG 61024 Hollenegg. | BDA-Hist.: Q37990865 Status: Bescheid Stand der BDA-Liste: 2025-06-30 Name: Figurenbildstock Hl. Johannes von Nepomuk GstNr.: 193/1                                                                                 |
| ja   | Datei hochladen | Zwei Brunnenbecken und Gartenmauer HERIS-ID: 8005 Objekt-ID: 3952                                      | bei Hollenegg 1 Standort KG: Hollenegg                  | Die Objekte werden in das 18. Jahrhundert datiert. Anmerkung: Sie liegen an der nordwestlichen und nordöstlichen Seite des Schlosses in der Parkanlage vor den Schlossmauern auf Grundstücken der EZ 102 KG 61024 Hollenegg. | BDA-Hist.: Q64765045 Status: Bescheid Stand der BDA-Liste: 2025-06-30 Name: Zwei Brunnenbecken und Gartenmauer GstNr.: 332, 316 Brunnenbecken und Gartenmauer, Hollenegg                                            |
| ja   | Datei hochladen | Katholische Filialkirche Hl. Patrizius HERIS-ID: 8006 Objekt-ID: 3953                                  | westlich Hollenegg 11 Standort KG: Hollenegg            | Die Kirche liegt inmitten eines Friedhofes ungefähr einen Kilometer nordwestlich des Schlosses Hollenegg (die über ihr am Bergrücken sichtbare Kirche ist die ebenfalls denkmalgeschützte St. Wolfgang-Kirche). Sie wurde 1777 unter Einbeziehung einer älteren Apsis errichtet, besitzt einen Rokoko-Tabernakel und eine Kanzel aus dieser Zeit. Die Seitenaltäre sind aus dem 19. Jahrhundert. Anmerkung: Die Kirche liegt auf einem Grundstück der EZ 34 KG 61024 Hollenegg. | BDA-Hist.: Q28036342 Status: § 2a Stand der BDA-Liste: 2025-06-30 Name: Katholische Filialkirche Hl. Patrizius GstNr.: .3 Filialkirche Sankt Patrizius, Hollenegg                                                   |
| ja   | Datei hochladen | Friedhof samt Torbau mit umlaufender Einfriedungsmauer und Torbogen HERIS-ID: 110626 Objekt-ID: 128340 | östlich Hollenegg 16 Standort KG: Hollenegg             | Es handelt sich um den Friedhof bei der Patrizius-Kirche, der der Friedhof des Ortes Hollenegg ist. Anmerkung: Der Friedhof liegt um die Kirche auf Grundstücken der EZ 34 KG 61024 Hollenegg. | BDA-Hist.: Q37819872 Status: § 2a Stand der BDA-Liste: 2025-06-30 Name: Friedhof samt Torbau mit umlaufender Einfriedungsmauer und Torbogen GstNr.: 25, 26/3, 23/3 Friedhof Hollenegg                               |
| ja   | Datei hochladen | Turmburg Alt-Hollenegg HERIS-ID: 79866 Objekt-ID: 93569                                                | nördlich Hollenegg 1 Standort KG: Hollenegg             | Die Fundstelle liegt auf dem Grundstück nördlich des Schlosses in unwegsamem Gelände. Sie ist mit Bäumen und Gebüsch bewachsen. Im 12. Jahrhundert wird die Familie der Hollenecker urkundlich erwähnt, es wird angenommen, dass sie damals die Altburg Hollenegg an diesem Standort besaß. Da die ältesten Teile des Schlosses Hollenegg in das 14. Jahrhundert datiert werden, wird angenommen, dass die Altburg damals verlassen wurde. Im Unterschied zum Entwicklungsprinzip mittelalterlicher Burgstellen, nach dem die älteste Burg am höchsten lag und die jüngeren Anlagen stets mehr Richtung Tal errichtet werden, ist es bei den Hollenegger Burgen umgekehrt: Es wird angenommen, dass die Tallage der Altburg durch ihre sumpfige und wasserreiche Lage anfangs besser zur Verteidigung nutzbar war. An Resten sind noch einige Gräben und Hügel erkennbar, Details sind nicht sichtbar, es stehen keine Mauern mehr. Ob Bodenunebenheiten auf die alte Anlage, auf spätere menschliche Eingriffe (z. B. das Entstehen von Hohlwegen, Suchgräben von Ausgrabungen, Steinraub, Raubgrabungen usw.) oder auf natürliche Entwicklungen (Erosion) zurückzuführen sind, ist ohne fachkundige Führung nicht zu unterscheiden. Einige Veränderungen können auch darauf zurückzuführen sein, dass der Hügel der Turmburg als Aussichtspunkt verwendet wurde. Anmerkung: Die Fundstelle liegt auf einem Grundstück der EZ 102 KG 61024 Hollenegg. Eine andere Turmburg (siehe dort) befand sich weiter nordwestlich des Schlosses am Neuberg, ihr Standort ist ebenfalls denkmalgeschützt.                                 | BDA-Hist.: Q38172193 Status: Bescheid Stand der BDA-Liste: 2025-06-30 Name: Turmburg Alt-Hollenegg GstNr.: 334 Turmburg Alt-Hollenegg                                                                               |
| ja   | Datei hochladen | Grabhügel in Kresbach HERIS-ID: 62457 Objekt-ID: 75009                                                 | Kresbach Standort KG: Kresbach                          | Es handelt sich um eine archäologische Fundstelle, von der an der Oberfläche keine Hinweise erkennbar sind. Anmerkung: Die Fundstelle liegt im Osten der Radlpass-Straße B 76 gegenüber der Abzweigung der Straße nach Hollenegg auf einem Grundstück der EZ 102 KG 61030 Kresbach. | BDA-Hist.: Q38099769 Status: Bescheid Stand der BDA-Liste: 2025-06-30 Name: Grabhügel in Kresbach GstNr.: 195/1 |
| ja   | Datei hochladen | Riepl-Kapelle (Hofkapelle, Wegkapelle) HERIS-ID: 7626 Objekt-ID: 3563                                  | bei Stullneggstraße 26 Standort KG: Mainsdorf           | Würfelförmig gestaltete Wegkapelle an der Straße durch das Stullneggtal, zuletzt restauriert 1982. Anmerkung: Die Kapelle liegt auf einem Grundstück der EZ 71 KG 61037 Mainsdorf. | BDA-Hist.: Q37971271 Status: Bescheid Stand der BDA-Liste: 2025-06-30 Name: Wegkapelle (Hofkapelle) "Riepl-Kapelle GstNr.: 574 Riepl-Kapelle Mainsdorf, Bad Schwanberg, Styria                                      |
| ja   | Datei hochladen | Ehemaliger Pfarrhof HERIS-ID: 8057 Objekt-ID: 4004                                                     | Neuberg 19 Standort KG: Neuberg                         | Das Gebäude war der Pfarrhof der Patriziuskirche. Anmerkung: Das Haus liegt auf einem Geländevorsprung auf einem Grundstück der EZ 117 KG 61043 Neuberg. | BDA-Hist.: Q37993147 Status: Bescheid Stand der BDA-Liste: 2025-06-30 Name: Ehemaliger Pfarrhof GstNr.: .3 |
| ja   | Datei hochladen | Katholische Filialkirche Hl. Wolfgang HERIS-ID: 8056 Objekt-ID: 4003                                   | Kruckenberg 9, südöstlich Standort KG: Neuberg          | Die Kirche liegt auf dem Bergrücken im Nordwesten von Hollenegg, südlich von Deutschlandsberg. Anmerkung: Das Gebäude liegt auf einem Grundstück der EZ 111 KG 61043 Neuberg. | BDA-Hist.: Q28034842 Status: § 2a Stand der BDA-Liste: 2025-06-30 Name: Katholische Filialkirche Hl. Wolfgang GstNr.: .124 Filialkirche Sankt Wolfgang, Hollenegg                                                   |
| ja   | Datei hochladen | Mittelalterliche Turmburg Neuberg HERIS-ID: 79978 Objekt-ID: 93685                                     | Kruckenberg 28 Standort KG: Neuberg                     | Es handelt sich um die archäologische Fundstelle einer Wehranlage aus dem Mittelalter. Die Anlage im oberen Berghang im Nordwesten von Hollenegg ist in der Natur nur mehr durch Bodenunebenheiten erkennbar, die vom ehemaligen Burghügel, dessen Wall, Graben und Bermen gebildet werden. Details sind nicht sichtbar, es stehen keine Mauern mehr. Ob Unregelmäßigkeiten an der Erdoberfläche auf die alte Anlage, auf spätere menschliche Eingriffe (z. B. das Entstehen von Hohlwegen, Gräben früherer Ausgrabungen oder auf Raubgräber) oder auf natürliche Entwicklungen (Erosion) zurückzuführen sind, ist ohne fachkundige Führung nicht zu unterscheiden. Nördlich der Anlage liegt ein System von Hohlwegen, die als Wege zur Kirche St. Wolfgang interpretiert werden. Die Burgstelle wird als Sicherung dieser Wege angenommen. Anmerkung: Die Fundstelle liegt auf einem Grundstück der EZ 110 KG 61043 Neuberg. Eine andere, ebenfalls denkmalgeschützte Turmburg (siehe dort) befand sich weiter südöstlich beim Schloss Hollenegg. | BDA-Hist.: Q38172425 Status: Bescheid Stand der BDA-Liste: 2025-06-30 Name: Mittelalterliche Turmburg Neuberg GstNr.: 530/10 Turmburg Neuberg Hollenegg                                                             |
| ja   | Datei hochladen | Pfarrhof HERIS-ID: 7487 Objekt-ID: 3422                                                                | Oberfresen 1 und 1a Standort KG: Oberfresen             | Der Pfarrhof stammt aus dem 18. Jahrhundert. Er wurde 2009/10 renoviert. Anmerkung: Das Gebäude liegt westlich der Kirche und befindet sich auf einem Grundstück der EZ 1 KG 61044 Oberfresen. | BDA-Hist.: Q37964433 Status: § 2a Stand der BDA-Liste: 2025-06-30 Name: Pfarrhof GstNr.: 4/3 |
| ja   | Datei hochladen | Wallfahrtskirche St. Anna ob Schwanberg HERIS-ID: 7486 Objekt-ID: 3421                                 | Garanas Standort KG: Oberfresen                         | Die Kirche ist ein gotischer Bau, 1498 ist er urkundlich erwähnt, 1672 sind Umbauten dokumentiert. Die Westempore stammt aus der Barockzeit. Der Turm wurde nach verschiedenen Umbauten zuletzt 1842 verkürzt und mit einem Zeltdach versehen, an seiner Nordseite befinden sich zwei Stützpfeiler. Die Außenkanzel ist mit 1610 datiert. An den Innenwänden von Chor und Langhaus befinden sich gotische Fresken aus der Zeit um 1420, sie wurden 1955 freigelegt und restauriert. Die Ausstattung stammt aus dem 18. Jahrhundert, Pfarrerhebung 1892. Der sechsarmige Metall-Hängeleuchter wurde von Kaiser Karl VI. 1731 gestiftet. Der Hochaltar wird in das Jahr 1778 datiert. Anmerkung: Die Kirche liegt westlich oberhalb von Schwanberg. Sie befindet sich auf einem Grundstück der EZ 17 KG 61044 Oberfresen, die Grundstücke Nr. 3/1 (in der Übersichtsliste des BDA angeführt) und Nr. 19/3 umschließen dieses Grundstück. | BDA-Hist.: Q1793960 Status: § 2a Stand der BDA-Liste: 2025-06-30 Name: Wallfahrtskirche St. Anna ob Schwanberg GstNr.: .1, 3/1 Wallfahrtskirche St. Anna ob Schwanberg                                              |
| ja   | Datei hochladen | Kath. Pfarrkirche hl. Johannes der Täufer HERIS-ID: 7578 Objekt-ID: 3515                               | gegenüber Kirchengasse 22 Standort KG: Schwanberg       | Die Kirche gehört zu einer der Urpfarren des Gebietes, sie ist bereits 1244 als Pfarrkirche erwähnt. Die romanische Anlage aus dem 13. Jahrhundert ist im Kern erhalten, sie wurde spätgotisch erweitert. Ende des 15. Jahrhunderts erhielt die Kirche am Chor einen quadratischen Turm, an den ein einjochiger gotischer Chor angebaut wurde. Dieser Chor wurde 1896 abgemauert und zur Sakristei. Mehrere Umbauten haben die Anlage stark erneuert, die Nordkapelle aus dem 14. Jahrhundert und andere Details (Schlussstein mit Wappen der Spangsteiner) sind erhalten. Ein Christophorusfresko an der Nordseite aus der Zeit um 1510/20 ist übertüncht. Die Einrichtung der Kirche ist neugotisch aus der Zeit von 1896 bis 1898. An der Kirche befinden sich Grabsteine aus dem 16. bis zum 19. Jahrhundert. Anmerkung: Das Kirchengebäude liegt auf einem Grundstück der EZ 129 KG 61057 Schwanberg. | BDA-Hist.: Q27869189 Status: § 2a Stand der BDA-Liste: 2025-06-30 Name: Kath. Pfarrkirche hl. Johannes der Täufer GstNr.: .2 Pfarrkirche Schwanberg, Steiermark                                                     |
| ja   | Datei hochladen | Pfarrhof HERIS-ID: 7579 Objekt-ID: 3516                                                                | Kirchengasse 22 Standort KG: Schwanberg                 | Das Gebäude liegt an der Straßenengstelle, bei der die Kirchengasse in den Gressenbergweg (Gressenbergstraße) übergeht. Anmerkung: Es befindet sich auf einem Grundstück der KG 61057 Schwanberg. Dieses Grundstück gehört zur EZ 243, bezeichnet als „Pfarrsgült Schwamberg“ in der KG 61037 Mainsdorf. Eigentümer ist die „röm. kath. Pfarrpfründe St. Johann Baptist in Schwannberg“ . Bis 1990 war die Grundbuchseinlage die EZ 1355 des Grundbuches 02300 Landtafel Steiermark. | BDA-Hist.: Q37969505 Status: § 2a Stand der BDA-Liste: 2025-06-30 Name: Pfarrhof GstNr.: .1 |
| ja   | Datei hochladen | Kath. Filialkirche hl. Joseph HERIS-ID: 7580 Objekt-ID: 3517                                           | Standort KG: Schwanberg                                 | Die Kirche liegt auf einer Anhöhe westlich oberhalb des Hauptplatzes von Schwanberg, von dem nördlich und südlich Straßen auf die Koralpe abzweigen. Sie wurde 1685 erbaut (Datierung am Westportal). Die Wandmalereien stammen aus den Jahren 1955–1960 (Gewölbe) und 1981 (Seitenwände), sie behandeln die Josefslegende. Die Altäre stammen aus dem Jahr 1711, das Altarbild ist 1685 datiert, die sonstige Inneneinrichtung ebenfalls aus dem 18. Jahrhundert. Anmerkung: Die Kirche befindet sich auf einem Grundstück der EZ 130 KG 61057 Schwanberg. | BDA-Hist.: Q27913362 Status: § 2a Stand der BDA-Liste: 2025-06-30 Name: Kath. Filialkirche hl. Joseph GstNr.: .72 Josefskirche Bad Schwanberg, Steiermark                                                           |
| ja   | Datei hochladen | Bildstock HERIS-ID: 7627 Objekt-ID: 3564                                                               | bei Mainsdorfer Straße 17 Standort KG: Mainsdorf        | Der Bildstock liegt an der Mainsdorfer Straße bei der Einmündung des Gradenweges. Anmerkung: Er steht auf einem Grundstück der KG 61037 Mainsdorf. | BDA-Hist.: Q37971363 Status: § 2a Stand der BDA-Liste: 2025-06-30 Name: Bildstock GstNr.: 766/25 |
| ja   | Datei hochladen | Rathaus, Gemeindeamt HERIS-ID: 7586 Objekt-ID: 3523                                                    | Hauptplatz 6 Standort KG: Schwanberg                    | Das Gebäude hat eine Fassade aus dem Jahr 1874, das Türmchen stammt aus 1911. Eine Restaurierung erfolgte 1961. Anmerkung: Das Gebäude liegt auf einem Grundstück der EZ 104 KG 61057 Schwanberg. | BDA-Hist.: Q37969860 Status: § 2a Stand der BDA-Liste: 2025-06-30 Name: Rathaus/Gemeindeamt GstNr.: .62 Rathaus Bad Schwanberg                                                                                      |
| ja   | Datei hochladen | Kreuzweg zur Josephskirche HERIS-ID: 7581 Objekt-ID: 3518                                              | Standort KG: Schwanberg                                 | Die Passionsfiguren stammen aus der ersten Hälfte des 18. Jahrhunderts. Eine Restaurierung erfolgt 1981. Anmerkung: Die Anlage liegt auf einem Grundstück der EZ 1198 KG 61057 Schwanberg. | BDA-Hist.: Q37969640 Status: § 2a Stand der BDA-Liste: 2025-06-30 Name: Kreuzweg zur Josephskirche GstNr.: 62/3 Kreuzweg Schwanberg, Steiermark                                                                     |
| ja   | Datei hochladen | Schloss Schwanberg HERIS-ID: 7592 Objekt-ID: 3529                                                      | Gressenberger Straße 5 Standort KG: Schwanberg          | Das Schloss wurde um 1581 neu gebaut, verwendet wurden dabei auch die Steine der alten Schwanberger Burg. Seit 1891 wird die Anlage als Pflegeheim verwendet. In ihr befindet sich eine 1778 geweihte Kapelle mit einem spätbarocken Altar, dessen Altarbild stammt aus 1916, es wurde 1977 restauriert. Im Haus sind Stuckdecken aus dem 18. Jahrhundert erhalten. | BDA-Hist.: Q27900780 Status: § 2a Stand der BDA-Liste: 2025-06-30 Name: Schloss Schwanberg, ehem. Landespflegeheim GstNr.: 1656/3, 1809/1 Schloss Schwanberg (Styria)                                               |
| ja   | Datei hochladen | Wohnhaus, Ehemalige Schule HERIS-ID: 7607 Objekt-ID: 3544                                              | Kirchengasse 11 Standort KG: Schwanberg                 | Das Gebäude wird als Wohnhaus genutzt. Es gehört zu jenen Bauten, die das trotz einiger Neubauten noch immer geschlossene Bild des Ortskernes bilden. Anmerkung: Es liegt östlich der Pfarrkirche auf einem Grundstück der EZ 5 KG 61057 Schwanberg. | BDA-Hist.: Q37970119 Status: § 2a Stand der BDA-Liste: 2025-06-30 Name: Wohnhaus, Ehemalige Schule GstNr.: 17/4 |
| ja   | Datei hochladen | befestigte Siedlung „Altburg“ HERIS-ID: 7593 Objekt-ID: 3530                                           | bei Gressenberger Straße 5 Standort KG: Schwanberg      | Die Burg wurde um 1200 erbaut, sie gehörte zu einem Lehen der Brixener Bischöfe. Vom 13. bis zum 15. Jahrhundert war sie im Besitz der Pettauer. Ihre Steine wurden zum Umbau des Schlosses Schwanberg verwendet, sodass von der ursprünglichen Anlage keine leicht erkennbaren Reste mehr vorhanden sind. Im Gelände sind jedoch noch Gräben und Plattformen erkennbar, die zeigen, dass die Anlage von der Josefikirche über das heutige Schloss bis zur Gressenbergerstraße reichte, somit ungefähr einen Kilometer Umfang hatte. Das Gebiet der Altburg wird auch als „Tanzboden“ oder „Tanzplatz“ bezeichnet (eine andere Burgstelle mit diesem Namen befindet sich bei der Burg Deutschlandsberg. Der Name weist auf eine ebene Fläche hin). In diesem Gebiet wurden Reste eines Kanonenturms (Kanonenrondell) aus dem 15. Jahrhundert gefunden. Das Gebiet der Burg wurde in mehreren Grabungskampagnen weiter untersucht, dabei konnte der Verlauf einiger Mauern festgestellt und eine Reihe von Keramikfunden aus dem 10. bis 15. Jahrhundert gemacht werden. Ebenso sind Funde aus der jüngeren Eisenzeit und der späten römischen Kaiserzeit belegt. 2009 wurden Reste einer Zisterne mit einem Durchmesser von ungefähr 13 Metern gefunden. 2011 wurden große Teile der Nordmauer der Altburg und weitere Gebäude freigelegt, die zu einer Schmiede gehören könnten, die bereits 2008 entdeckt wurde. Weiters wurden 2011 Gegenstände aus dem 8. und 9. Jahrhundert gefunden. Grabungen bestätigten eine größere Festungsanlage. Anmerkung: Die Anlage liegt auf einem Grundstück der EZ 1198 KG 61057 Schwanberg. | BDA-Hist.: Q37969917 Status: § 2a Stand der BDA-Liste: 2025-06-30 Name: befestigte Siedlung „Altburg“ GstNr.: 1809/2                                                                                                |
| ja   | Datei hochladen | Burgruine Spangstein, „Ahnherrenschloss“ HERIS-ID: 7629 Objekt-ID: 3566                                | Standort KG: Mainsdorf                                  | Die ursprüngliche Burg wird in das 13. Jahrhundert datiert, von ihr sind nur mehr geringe Reste des Bergfrieds und einige anderen Mauern sowie Geländestufen erhalten. Diese Reste wurden 2009 gesichert. Ausgrabungen ergaben Keramikreste, die auf eine historische Abfallhalde schließen ließen. Anmerkung: Die Anlage liegt auf EZ 5 KG 61037 Mainsdorf. | BDA-Hist.: Q2175439 Status: Bescheid Stand der BDA-Liste: 2025-06-30 Name: Burgruine Spangstein (Ahnherrenschloß) GstNr.: 29/1 Ruine Spangstein Ahnherrnschloss, Bad Schwanberg, Styria                             |
| ja   | Datei hochladen | Töpper-Denkmal HERIS-ID: 7611 Objekt-ID: 3548                                                          | Standort KG: Schwanberg                                 | Das Grabdenkmal für seine Eltern ließ Andreas Töpper 1829 errichten. Es ist eines der seltenen Objekte, bei deren Ausgestaltung Gusseisen verwendet wurde (die Produktionsstätte ist als K: K: EISENGIESSEREY NÄCHST MARIA ZELL am Denkmal festgehalten). Anmerkung: Es liegt auf den Grundstücken Nr. .2 EZ 129 und Nr. 13/1 EZ 143, beide KG 61057 Schwanberg. Divergierende Angaben über die Lage sind darauf zurückzuführen, dass das Objekt bei seiner Renovierung von der Kirchenmauer, an der es sich früher befunden hatte, einige Meter weit weg versetzt wurde. | BDA-Hist.: Q37970220 Status: § 2a Stand der BDA-Liste: 2025-06-30 Name: Töpper-Denkmal GstNr.: .2, 13/1 Töpperdenkmal, Bad Schwanberg, Styria                                                                       |
| ja   | Datei hochladen | Mariensäule HERIS-ID: 7613 Objekt-ID: 3550                                                             | Hauptplatz Standort KG: Schwanberg                      | Die Säule und ihre sieben Statuen sind mit 1717 datiert, die letzten Restaurierungen erfolgten 1950, 1961 und 1975. Anmerkung: Das Denkmal liegt auf dem westlichen Teil der Hauptplatzes von Schwanberg auf einem eigenen Grundstück der EZ 898 KG 61057 Schwanberg. | BDA-Hist.: Q37970319 Status: § 2a Stand der BDA-Liste: 2025-06-30 Name: Mariensäule GstNr.: 1789/13 Mariensäule Schwanberg                                                                                          |
| ja   | Datei hochladen | ehemaliges Kapuzinerkloster mit Umfassungsmauer HERIS-ID: 7582 Objekt-ID: 3519                         | Hauptplatz 1 Standort KG: Schwanberg                    | Das Kloster beruhte auf einer Schenkung eines ehemaligen Amtshofes an die Kapuziner im Jahr 1706. Das Kloster bestand bis 1969. Die einfachen Klostergebäude wurden danach für das Moorheilbad Schwanberg verwendet. Anmerkung: Das Gebäude liegt auf einem Grundstück der EZ 128 KG 61057 Schwanberg. | BDA-Hist.: Q27914521 Status: Bescheid Stand der BDA-Liste: 2025-06-30 Name: ehemaliges Kapuzinerkloster mit Umfassungsmauer GstNr.: 87/7 Ehem Kapuzinerkloster Schwanberg, Steiermark                               |
| ja   | Datei hochladen | Ehem. Kapuzinerkirche hl. Schutzengel HERIS-ID: 7583 Objekt-ID: 3520                                   | Hauptplatz 1 Standort KG: Schwanberg                    | Die Kirche wurde 1714 geweiht. Sie ist eine Nachbildung der Grazer Kapuzinerkirche. Die Inneneinrichtung ist aus der Entstehungszeit, das mit 1709 datierte Hochaltarbild wurde 1952 restauriert. Anmerkung: Die Kirche liegt auf einem Grundstück der EZ 128 KG 61057 Schwanberg. | BDA-Hist.: Q27918526 Status: Bescheid Stand der BDA-Liste: 2025-06-30 Name: Ehem. Kapuzinerkirche hl. Schutzengel GstNr.: 87/7 Klosterkirche Schwanberg                                                             |
| ja   | Datei hochladen | Kriegerdenkmal HERIS-ID: 7584 Objekt-ID: 3521                                                          | Hauptplatz 1 Standort KG: Schwanberg                    | Das Denkmal befindet sich um den Stiegenaufgang zur Kapuzinerkirche am westlichen Ende des Hauptplatzes von Schwanberg. Erricht wurde es 1923 nach den Plänen eines örtlichen Paters. Es weist ein tonnenförmiges Dach auf einseitig geschwungenen Pfeilern auf. Anmerkung: Es liegt auf einem Grundstück der EZ 128 KG 61057 Schwanberg. | BDA-Hist.: Q37969831 Status: Bescheid Stand der BDA-Liste: 2025-06-30 Name: Kriegerdenkmal GstNr.: 87/7 |
| ja   | Datei hochladen | Wegkapelle HERIS-ID: 7616 Objekt-ID: 3553                                                              | bei Bahnhofstraße 17 Standort KG: Schwanberg            | Die Kapelle liegt an der Bahnhofstraße (im Verlauf der L 649 Garanas Straße) an der Abzweigung der Quergasse. Anmerkung: Sie steht auf einem Grundstück der EZ 104 KG 61057 Schwanberg. | BDA-Hist.: Q37970610 Status: § 2a Stand der BDA-Liste: 2025-06-30 Name: Wegkapelle GstNr.: 186/2 |
| ja   | Datei hochladen | Bildstock HERIS-ID: 7618 Objekt-ID: 3555                                                               | oberhalb Gressenberger Straße 4 Standort KG: Schwanberg | Der Bildstock steht auf der Straßenseite am Berghang. Anmerkung: Er befindet sich auf einem Grundstück der EZ 1198 KG 61057 Schwanberg. | BDA-Hist.: Q37970686 Status: § 2a Stand der BDA-Liste: 2025-06-30 Name: Bildstock GstNr.: 1662 |
| ja   | Datei hochladen | Hofkapelle mit Inventar HERIS-ID: 99613 Objekt-ID: 115762                                              | bei Mainsdorfer Straße 30 Standort KG: Schwanberg       | Giebelkapelle im Süden der Ortschaft Mainsdorf. Anmerkung: Die Kapelle liegt südlich des Hauses der Tiefkühlanlage Mainsdorf in der Mainsdorfer Straße. | BDA-Hist.: Q37774405 Status: Bescheid Stand der BDA-Liste: 2025-06-30 Name: Hofkapelle mit Inventar GstNr.: 339/7 Hofkapelle Mainsdorf, Bad Schwanberg, Styria                                                      |
| ja   | Datei hochladen | Schmiedhiasl-Kapelle HERIS-ID: 7614 Objekt-ID: 3551                                                    | bei Wieser Straße 11 Standort KG: Schwanberg            | Es handelt sich um eine Giebelkapelle mit einem Kruzifix als Standbild. Anmerkung: Das Denkmal ist ungefähr 2 m² groß und liegt in der Realität (auch lt. GIS) auf der Grenze zweier Grundstücke: der EZ 288 (Grundstück 179/1, ohne Denkmalschutzeintrag, für den Anteil am Hausgrundstück) und der EZ 50000 (1789/7, mit einer Baufläche von 1 m², auch ohne Denkmalschutzeintrag, für den Anteil am Straßengrundstück) KG 61057 Schwanberg. | BDA-Hist.: Q37970433 Status: § 2a Stand der BDA-Liste: 2025-06-30 Name: Schmiedhiasl-Kapelle GstNr.: 1813 Schmiedhiasl-Kapelle, Bad Schwanberg                                                                      |

Der Ortskern von Schwanberg ist Ortsbildschutzgebiet nach dem Flächenwidmungsplan.